# Асунсан, Рафаэл
Рафаэ́л Асунса́о (порт.-браз. Raphael Assunção; род. 19 июля 1982, Ресифи) — бывший бразильский боец смешанного стиля, представитель легчайшей и полулёгкой весовых категорий. Выступал на профессиональном уровне начиная с 2004 по 2023 год, известен по участию в турнирах бойцовских организаций UFC и WEC.

## Биография
Рафаэл Асунсан родился 19 июля 1982 года в городе Ресифи штата Пернамбуку, Бразилия. В течение многих лет практиковал бразильское джиу-джитсу, добившись в этой дисциплине чёрного пояса. Тренировался вместе с братьями Фредди и Жуниором, которые впоследствии тоже стали профессиональными бойцами ММА.

### Начало профессиональной карьеры
Переехав на постоянное жительство в Атланту, Джорджия, в январе 2004 года дебютировал в смешанных единоборствах на профессиональном уровне. Дрался в небольших американских организациях в лёгкой и полулёгкой весовых категориях — из всех поединков неизменно выходил победителем, в частности взял верх над такими известными бойцами как Хорхе Масвидаль и Джо Лозон.
Первое в профессиональной карьере поражение потерпел в ноябре 2006 года, решением большинства судей от Джеффа Каррена.

### World Extreme Cagefighting
Имея в послужном списке 13 побед и только одно поражение, Асунсан привлёк к себе внимание крупной американской организации World Extreme Cagefighting и в 2009 году подписал с ней долгосрочный контракт. Отметился здесь победами над Джамилем Массухом и Ивом Жабуеном, но затем проиграл Юрайе Фейберу и Диегу Нунису.
Последний раз дрался в клетке WEC в ноябре 2010 года, выиграв единогласным решением у Эл Си Дэвиса. Вскоре организация была поглощена более крупным игроком на рынке смешанных единоборств Ultimate Fighting Championship, и все сильнейшие бойцы оттуда автоматически перешли на контракт к новому владельцу, в том числе перешёл и Асунсан.

### Ultimate Fighting Championship
Должен был дебютировать в октагоне UFC в марте 2011 года в поединке против Манвела Гамбуряна, но тот получил травму спины, и его заменили Эриком Кохом. В итоге Кох отправил Асунсана в нокаут уже в середине первого раунда.
Потерпев тяжёлое поражение, бразильский боец решил спуститься в легчайшую весовую категорию, и это решение принесло ему большой успех — последовали победы над такими бойцами как Джонни Эдуарду, Иссэй Тамура, Майк Истон, Вон Ли, Ти Джей Диллашоу, Педру Муньюс и Брайан Карауэй, причём в случае с Диллашоу он заработал бонус за лучший бой вечера. Находясь на серии из восьми побед, Асунсан рассматривался в качестве потенциального претендента на титул чемпиона в легчайшем весе, однако получить титульный бой ему так и не довелось — во время тренировки он сломал лодыжку и вынужден был сделать большой перерыв в своей спортивной карьере.
Вернувшись после длительного простоя, в июле 2016 года Асунсан провёл ещё один бой против Ти Джея Диллашоу и на сей раз проиграл ему единогласным судейским решением.
В 2017 году победил Алджамейна Стерлинга, Марлона Мораиса и Мэттью Лопеса — в последнем случае получил награду за лучшее выступление вечера.
В июле 2018 года единогласным решением выиграл у Роба Фонта.
Далее последовала серия из трёх поражений. 2 февраля 2019 года на UFC Fight Night 144 в повторном поединке против Марлона Мораиса проиграл удушающим приёмом в первом раунде. 17 августа 2019 года на UFC 241 единогласным решением судей уступил Кори Сандхэгену. 6 июня 2020 года на UFC 250 был нокаутирован Коди Гарбрандтом во втором раунде.

## Статистика в профессиональном ММА
| Боёв 38  | Побед 28 | Поражений 10 |
| -------- | -------- | ------------ |
| Нокаутом | 4        | 3            |
| Сдачей   | 10       | 3            |
| Решением | 14       | 4            |

| Результат | Рекорд | Соперник           | Способ                                   | Турнир                                    | Дата            | Раунд | Время | Место                    | Примечание                                         |
| --------- | ------ | ------------------ | ---------------------------------------- | ----------------------------------------- | --------------- | ----- | ----- | ------------------------ | -------------------------------------------------- |
| Поражение | 28–10  | Дэйви Грант        | Техническая сдача (обратный треугольник) | UFC Fight Night: Ян vs. Двалишвили        | 11 марта 2023   | 3     | 4:43  | Лас-Вегас, США           | Грант был наказан снятием 1 балла за захват сетки  |
| Победа    | 28–9   | Виктор Генри       | Единогласное решение                     | UFC Fight Night: Грассо vs. Араужу        | 15 октября 2022 | 3     | 5:00  | Лас-Вегас, США           |                                                    |
| Поражение | 27–9   | Рики Симон         | Нокаут (удары)                           | UFC Fight Night: Льюис vs. Докас          | 18 декабря 2021 | 2     | 2:14  | Лас-Вегас, США           |                                                    |
| Поражение | 27–8   | Коди Гарбрандт     | Нокаут (апперкот)                        | UFC 250                                   | 6 июня 2020     | 2     | 4:59  | Лас-Вегас, США           |                                                    |
| Поражение | 27-7   | Кори Сэндхэген     | Единогласное решение                     | UFC 241                                   | 17 августа 2019 | 3     | 5:00  | Анахайм, США             |                                                    |
| Поражение | 27-6   | Марлон Мораис      | Сдача (гильотина)                        | UFC Fight Night: Ассунсао vs. Мораис 2    | 2 февраля 2019  | 1     | 3:17  | Форталеза, Бразилия      |                                                    |
| Победа    | 27-5   | Роб Фонт           | Единогласное решение                     | UFC 226                                   | 7 июля 2018     | 3     | 5:00  | Лас-Вегас, США           |                                                    |
| Победа    | 26-5   | Мэттью Лопес       | Нокаут (удар)                            | UFC Fight Night: Poirier vs. Pettis       | 11 ноября 2017  | 3     | 1:50  | Норфолк, США             | Лопес не сделал вес (62,8 кг). Выступление вечера. |
| Победа    | 25-5   | Марлон Мораис      | Раздельное решение                       | UFC 212                                   | 3 июня 2017     | 3     | 5:00  | Рио-де-Жанейро, Бразилия |                                                    |
| Победа    | 24-5   | Алджамейн Стерлинг | Раздельное решение                       | UFC on Fox: Shevchenko vs. Peña           | 28 января 2017  | 3     | 5:00  | Денвер, США              |                                                    |
| Поражение | 23-5   | Ти Джей Диллашоу   | Единогласное решение                     | UFC 200                                   | 9 июля 2016     | 3     | 5:00  | Лас-Вегас, США           |                                                    |
| Победа    | 23-4   | Брайан Карауэй     | Единогласное решение                     | UFC Fight Night: MacDonald vs. Saffiedine | 4 октября 2014  | 3     | 5:00  | Галифакс, Канада         |                                                    |
| Победа    | 22-4   | Педру Муньюс       | Единогласное решение                     | UFC 170                                   | 22 февраля 2014 | 3     | 5:00  | Лас-Вегас, США           |                                                    |
| Победа    | 21-4   | Ти Джей Диллашоу   | Раздельное решение                       | UFC Fight Night: Maia vs. Shields         | 9 октября 2013  | 3     | 5:00  | Баруэри, Бразилия        | Бой вечера.                                        |
| Победа    | 20-4   | Вон Ли             | Сдача (рычаг локтя)                      | UFC on Fuel TV: Nogueira vs. Werdum       | 8 июня 2013     | 2     | 1:51  | Форталеза, Бразилия      |                                                    |
| Победа    | 19-4   | Майк Истон         | Единогласное решение                     | UFC on Fox: Henderson vs. Diaz            | 8 декабря 2012  | 3     | 5:00  | Сиэтл, США               |                                                    |
| Победа    | 18-4   | Иссэй Тамура       | Технический нокаут (удары)               | UFC on Fuel TV: Munoz vs. Weidman         | 11 июля 2012    | 2     | 0:25  | Сан-Хосе, США            |                                                    |
| Победа    | 17-4   | Джонни Эдуарду     | Единогласное решение                     | UFC 134                                   | 27 августа 2011 | 3     | 5:00  | Рио-де-Жанейро, Бразилия | Дебют в легчайшем весе.                            |
| Поражение | 16-4   | Эрик Кох           | Нокаут (удар)                            | UFC 128                                   | 19 марта 2011   | 1     | 2:32  | Ньюарк, США              |                                                    |
| Победа    | 16-3   | Эл Си Дэвис        | Единогласное решение                     | WEC 52                                    | 11 ноября 2010  | 3     | 5:00  | Лас-Вегас, США           |                                                    |
| Поражение | 15-3   | Диегу Нунис        | Раздельное решение                       | WEC 49                                    | 20 июня 2010    | 3     | 5:00  | Эдмонтон, Канада         |                                                    |
| Поражение | 15-2   | Юрайя Фейбер       | Сдача (удушение сзади)                   | WEC 46                                    | 10 января 2010  | 3     | 3:49  | Сакраменто, США          |                                                    |
| Победа    | 15-1   | Ив Жабуен          | Раздельное решение                       | WEC 43                                    | 10 октября 2009 | 3     | 5:00  | Сан-Антонио, США         |                                                    |
| Победа    | 14-1   | Джамиль Массух     | Единогласное решение                     | WEC 40                                    | 5 апреля 2009   | 3     | 5:00  | Чикаго, США              |                                                    |
| Победа    | 13-1   | Джо Пирсон         | Технический нокаут (удары)               | IHC 12: Resurrection                      | 8 ноября 2008   | 1     | 0:12  | Чикаго, США              |                                                    |
| Победа    | 12-1   | Аарон Уильямс      | Сдача (рычаг локтя)                      | AFL: Eruption                             | 7 марта 2008    | 1     | 3:22  | Лексингтон, США          |                                                    |
| Победа    | 11-1   | Кевин Гиттмейр     | Единогласное решение                     | ISCF: Head-On Collision                   | 1 июня 2007     | 3     | 5:00  | Кеннесо, США             |                                                    |
| Победа    | 10-1   | Тайлер Грюнвальд   | Сдача (треугольник)                      | ISCF: Battle of Rome 2                    | 21 апреля 2007  | 1     | 0:56  | Ром, США                 |                                                    |
| Поражение | 9-1    | Джефф Каррен       | Решение большинства                      | XFO 13: Operation Beatdown                | 11 ноября 2006  | 3     | 5:00  | Хофман-Эстейтс, США      |                                                    |
| Победа    | 9-0    | Джеймс Бёрдсли     | Сдача (рычаг локтя)                      | Border Warz                               | 14 октября 2006 | 3     | 1:42  | Колорадо-Спрингс, США    |                                                    |
| Победа    | 8-0    | Ник Мамалис        | Сдача (рычаг локтя)                      | ROF 26: Relentless                        | 9 сентября 2006 | 1     | 3:35  | Касл-Рок, США            | Дебют в полулёгком весе.                           |
| Победа    | 7-0    | Джо Лозон          | Сдача (рычаг локтя)                      | Absolute Fighting Championships 15        | 18 февраля 2006 | 2     | 4:37  | Форт-Лодердейл, США      |                                                    |
| Победа    | 6-0    | Уильям Макглотлин  | Сдача (гильотина)                        | Full Throttle 4                           | 9 сентября 2005 | 2     | 3:58  | Дулут, США               |                                                    |
| Победа    | 5-0    | Хорхе Масвидаль    | Единогласное решение                     | Full Throttle 1                           | 21 апреля 2005  | 3     | 5:00  | Дулут, США               |                                                    |
| Победа    | 4-0    | Брендон Бледсо     | Сдача (рычаг локтя)                      | ISCF: Compound Fracture 2                 | 4 февраля 2005  | 1     | 2:31  | Атланта, США             |                                                    |
| Победа    | 3-0    | Чед Лоуши          | Сдача (гильотина)                        | ISCF: Compound Fracture                   | 15 октября 2004 | 1     | 0:54  | Атланта, США             |                                                    |
| Победа    | 2-0    | Скотт Джонсон      | Сдача (рычаг локтя)                      | ISCF: Anarchy in August 2                 | 7 августа 2004  | 1     | 2:41  | Атланта, США             |                                                    |
| Победа    | 1-0    | Крис Кларк         | Технический нокаут (удары)               | ISCF: Friday Night Fight                  | 23 января 2004  | 1     | N/A   | Атланта, США             | Дебют в лёгком весе.                               |